# Isaurisch-Pisidische Seenplatte
Die Isaurisch-Pisidische Seenplatte liegt in der westlichen Türkei. Hier in Kleinasien bilden Teile Isauriens und Pisidiens typische durch die Gebirgszüge des Westtaurus strukturierte Beckenlandschaften mit der höchsten Konzentration von Binnengewässern in der Türkei, deren Senken häufig von Seen ausgefüllt sind, die der Region ihren auffälligen und individuellen Charakter verleihen. Dazu zählen vor allem das westtaurische Seengebiet als Teil des Inneren Westtaurus und die Akşehir-İlgın-Senke als Teil des Westlichen Inneranatolien. Entsprechend wird das Gebiet um die südwesttürkischen Regionen Burdur, Isparta, Eğridir, Beyşehir, Afyon, Dinar und Bolvadin auch als „Türkische Seenplatte“ (Göller Bölgesi) bezeichnet.

## Landschaftscharakter
Im nördlichen Teil der westtaurischen Gebirgsketten wird durch das Zusammentreffen von in unterschiedlicher Richtung streichenden Faltenästen ein Schollenmosaik erzeugt, so dass zahlreiche abgeschlossene Becken (Ovas) entstanden sind. Der Gesamtcharakter der Landschaft wird deshalb von Gebirgen und Senken bestimmt. Auf Grund der geologisch-geomorphologischen Gegebenheiten ist zwischen westlichen und östlichen Landschaftsteilen zu unterscheiden. Durch die sich kreuzenden Störungslinien wird der Kettengebirgscharakter so abgewandelt, dass einzelne Bergstöcke dominieren. Als Folge der Kurve von Isparta (Westtaurische Scharungen), deren Achse in diesem Seengebiet liegt, streichen die westlichen Gebirge und Becken in Nordost-Südwest-Richtung, während sie im Osten in Nordwest-Südost-Richtung ausgerichtet sind. Aufgrund der Abgeschlossenheit der Becken fehlen große Flüsse. Die meisten dieser Becken sind teilweise oder ganz von Seen ausgefüllt, wobei die östlichen Seen sowohl fluviatile als auch Karstabflüsse aufweisen. Während des Pleistozäns waren vor allem die Spiegel der westlichen Seen starken Schwankungen unterworfen, wodurch sich verschiedene Seeterrassen ausbildeten. Die östlichen Seen dagegen zeigen auf Grund eines gut ausgebildeten Karstsystems kaum Anzeichen solcher pluvialzeitlicher Seespiegelschwankungen.

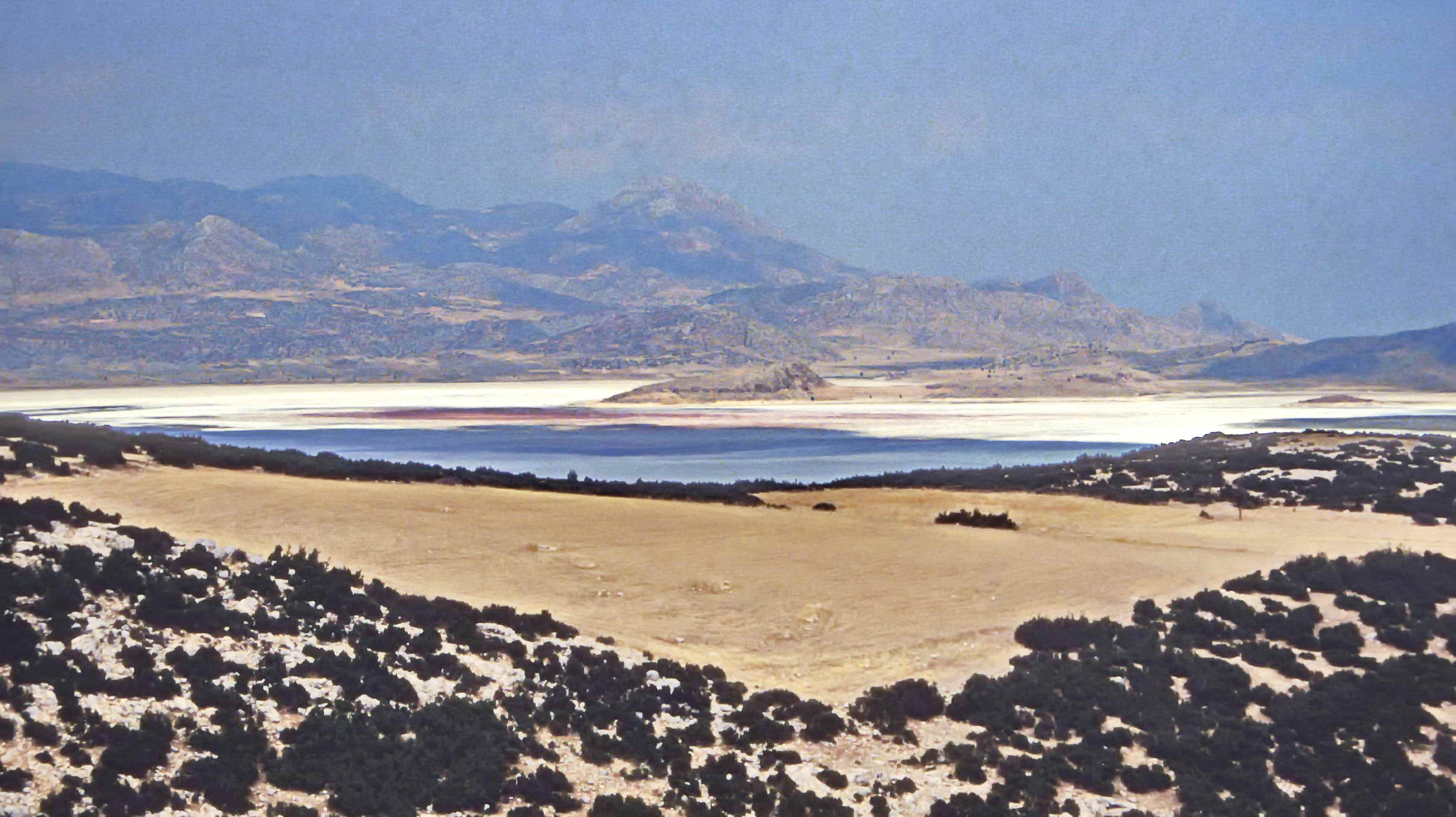
Blick von der Südwestseite des Salda Gölü auf den Eşler Dağı in der Türkei

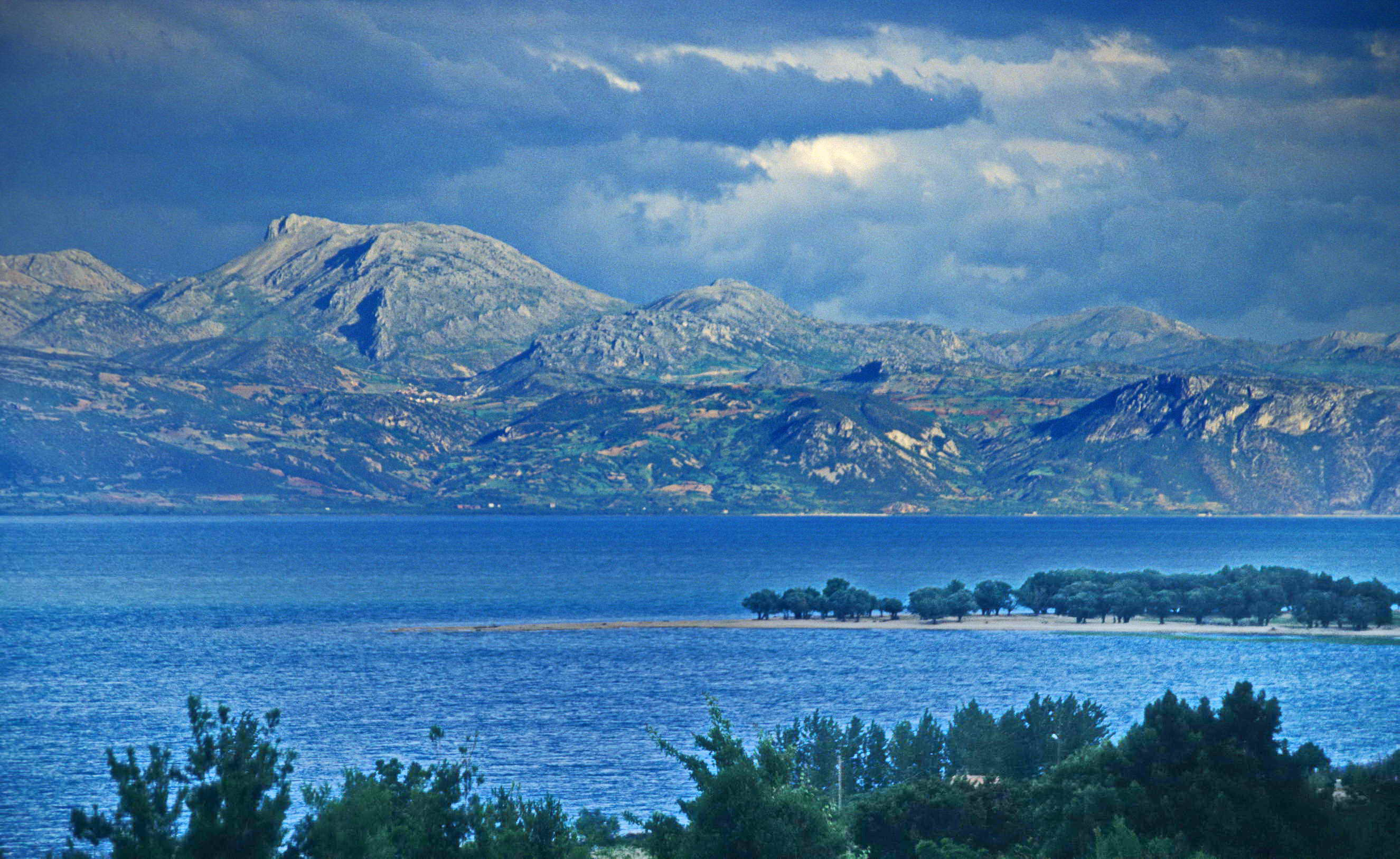
Blick von der Westseite des Eğirdir Gölü bei Barla über den See auf die nördlichen Dedegöl Dağları

Vor allem in den Senken von Salda, Burdur und Isparta befinden sich heute mehrere Seen, die während des Pleistozäns zum Teil sehr starken Spiegelschwankungen unterworfen waren: Acıgöl, Yaraşlı Gölü, Salda Gölü, Burdur Gölü und Eğirdir Gölü. So lag z. B. der Spiegel des Burdur-Sees 110 m über dem heutigen Niveau; der See füllte damals auch die Becken von Atabey und Yaraşlı aus. Das Becken des Eğirdir Gölü liegt genau auf der Achse der Kurve von Isparta, woraus sich die Nord-Süd-Ausrichtung ergibt. Der Spiegel dieses Sees war allerdings auf Grund zahlreicher Karstabflüsse im Pleistozän kaum von Schwankungen betroffen.

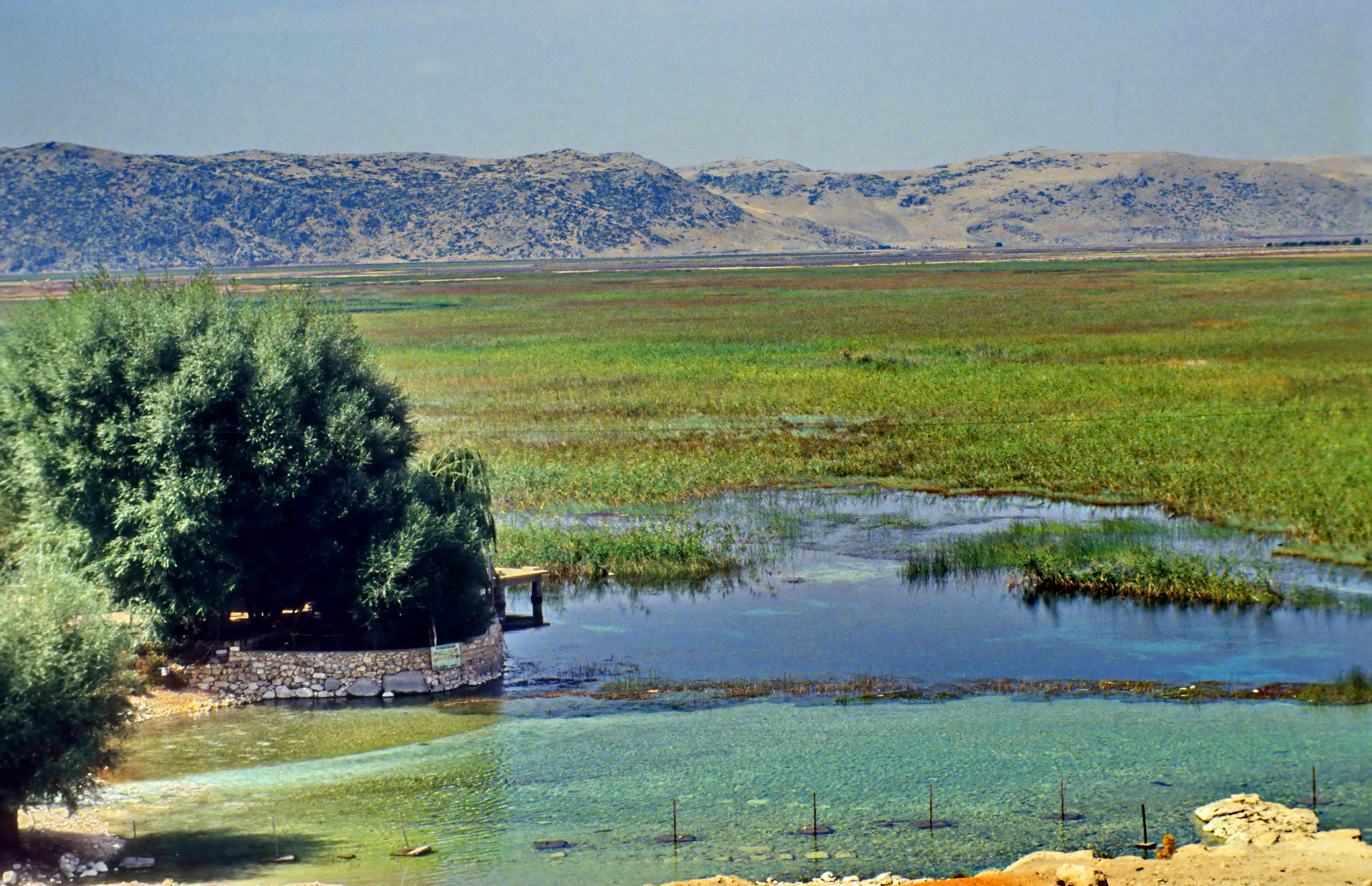
Die Karstquellen „Ulupınar“ bei Eldere speisen nicht nur die Feuchtgebiete der Karakuyu Sümpfe (auch Çapalı Gölü), sondern liefern über ein Karströhrensystem auch einen Großteil des Wassers für die Quellen des Großen Mäander (Büyük Menderes Nehri) bei Dinar (Türkei).

Eine Besonderheit bildet der 1.200 km² große Çapalı Gölü (antik: Schilfsee Aulokrene), ein tektonisch bedingter See bei Dinar. Er liegt östlich der Stadt zwischen den Gebirgsketten des Samsun-Ak Dağ und des Kır-Kızkuyu Dağ im langgestreckten Polje der Dombay-Ebene, wo sich verschiedene Zuflüsse und wasserreiche Karstquellen (Kavak Pınarı, Pınarbası) sammeln. Die Hauptquelle, Ulupınar, entspringt beim Dorf Eldere. Der See heißt auch Karakuyu-Sümpfe (türkisch: Karakuyu Sazlıkları), Karakuyu-See oder İncesu-See. Der Wasserstand variiert zwischen 1 und 3,5 m. Das Seebecken grenzt im Westen an das Büyük-Menderes-Becken, im Osten an die Çöl-Ebene und die Uluborlu-Ebene, im Norden an die Ekin-Ebene und im Süden an das Burdur-Becken. Am Westrand des Sumpfgeländes am Fuß des Akdağ verschwindet das Wasser des Sees in einem Ponor (Karstschluckloch), um auf der Westseite des Berglandes als Mäanderquellen wieder an die Erdoberfläche zu gelangen.

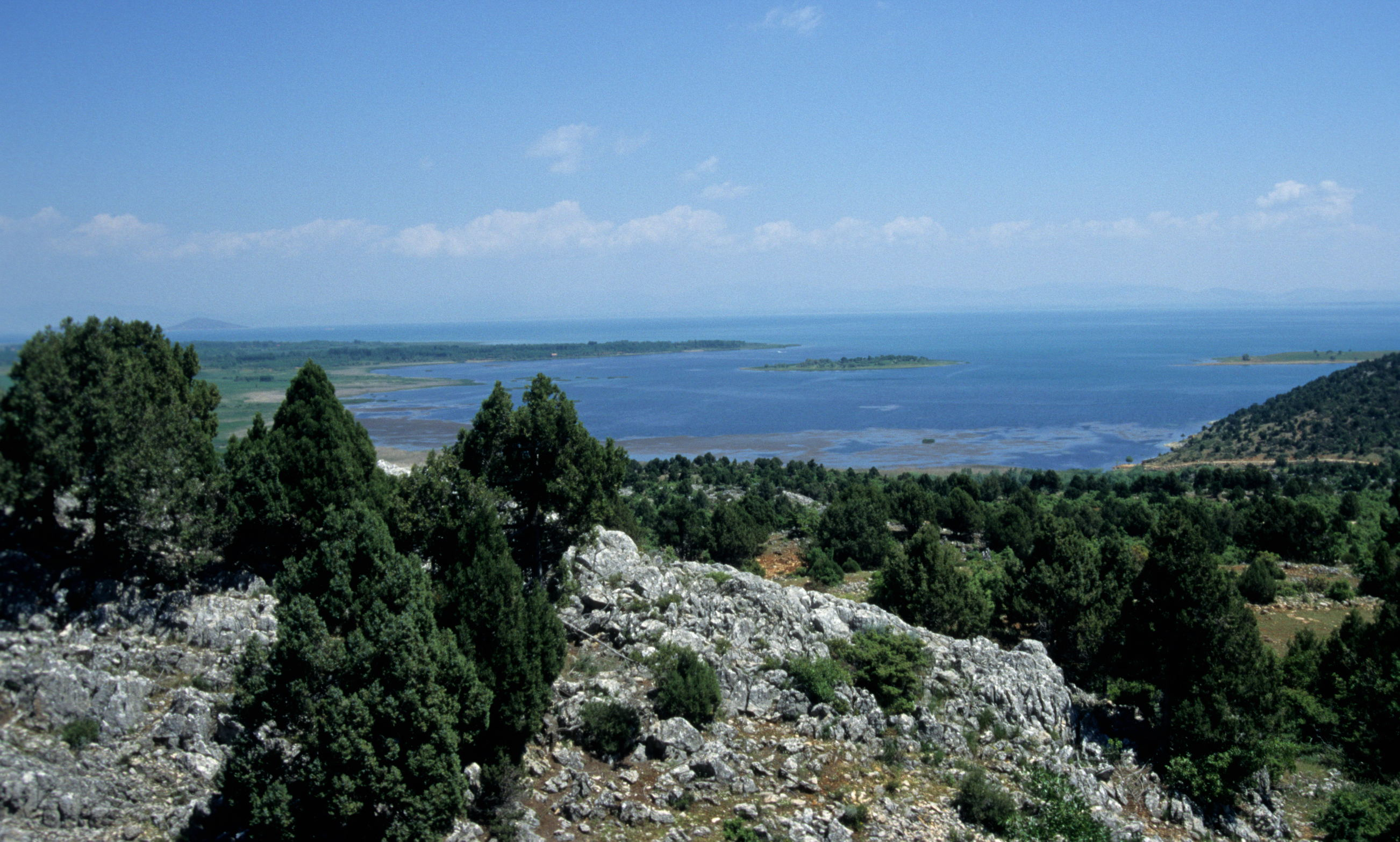
Das Bild zeigt den Beyşehir-See bei Gölyaka am 1. Mai 1997 am westlichen Ufer mit Blick nach Osten

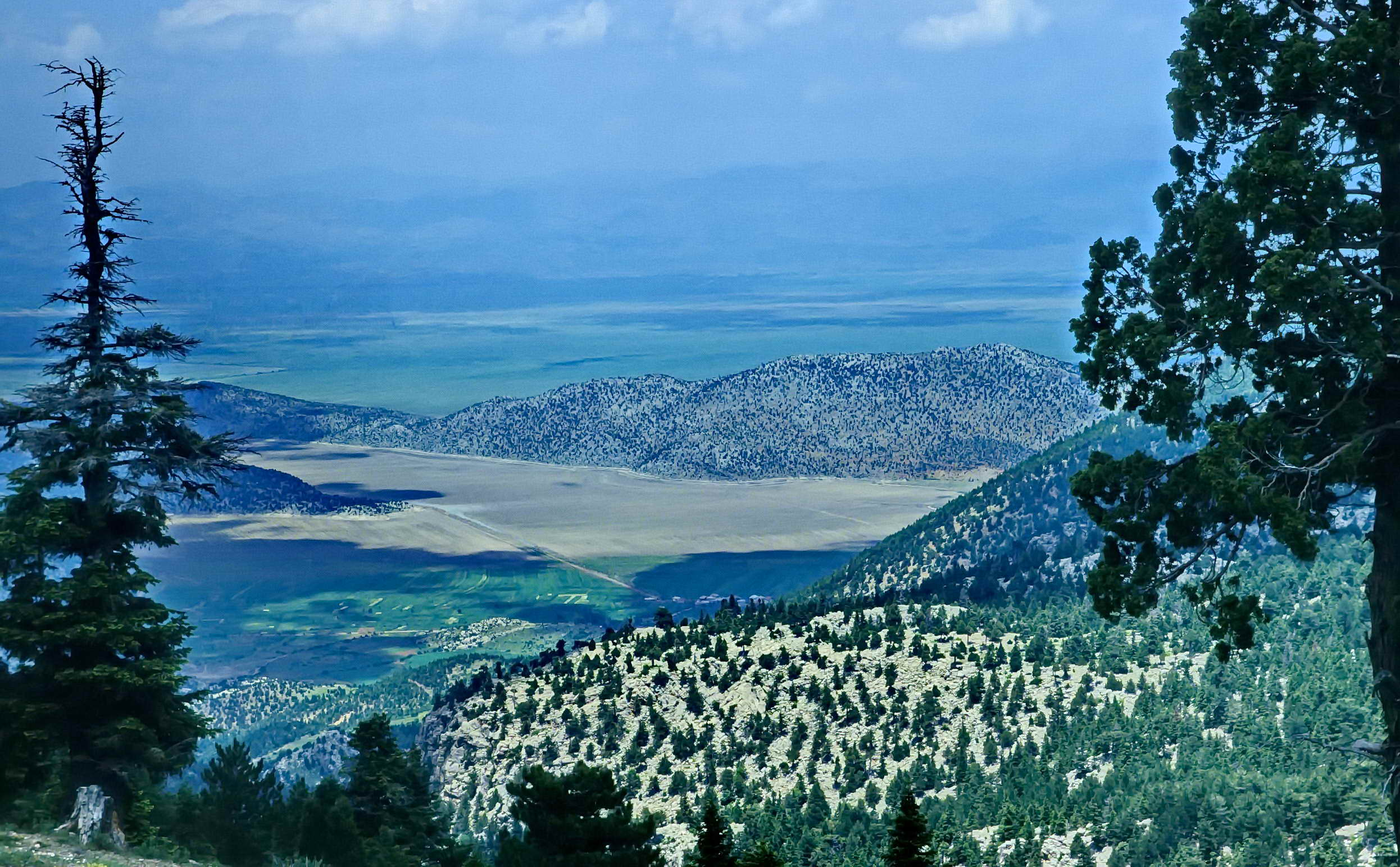
Blick von der Höhe des İrmasan-Passes bei Cevizli in das Becken des Suğla Gölü mit dem partiell ausgetrockneten See bei Çatmakaya (Türkei)

Zu den östlichen Landschaftsteilen zählt man neben der Beckenreihe von Yalvaç und Şarkıkaraağaç den Gebirgsstrang der Sultan Dağları, der eine markante Grenze zum inneranatolischen Raum bildet, sowie die Senken von Beyşehir und das verkarstete Becken des Suğla Gölü mit dem großen vulkanischen Massiv des Erenler Dağı (2334 m), das die Seenplatte von der Konya-Senke trennt. Der Suğla-See unterliegt sehr starken Schwankungen und fäIIt zeitweise trocken. Am Ufer kann man 7 und 10 m über dem heutigen Wasserspiegel pluvialzeitliche Seeterrassen erkennen. Dieses Becken ist durch das tief eingeschnittene epigenetische Durchbruchstal des Çarşamba Suyu mit der Ebene von Konya verbunden. Dominierendes Landschaftselement der östlichen Landschaftsteile ist das große verkarstete Becken des Beyşehir-Sees.
Zu den nördlichen Randgebieten der Isaurisch-Pisidischen Seenplatte zählt man in erster Linie die Akşehir-Ilgın-Senke. Der Gesamtcharakter dieser Region besteht im Wesentlichen aus einem zwischen Emir Dağı (2066 m) und Sultan Dağları (2531 m) eingesenkten Längsbecken, das sich nach Südosten erweitert und in eine breite Steppentafel übergeht. Das Bozdağlar-Massiv trennt diese Landschaftseinheit vom Konyabecken. Die langgestreckte Senke ist in drei kleinere Beckenräume gegliedert, in denen sich heute – wie im Pleistozän – Seen befinden: Eber-Ova, Akşehir-Ova und Ilgın-Ova. Ihre Hydrologie wird von drei Seen Eber Gölü, Akşehir Gölü und Çavuşçu Gölü bestimmt, die im Pleistozän wesentlich ausgedehnter und starken Spiegelschwankungen unterworfen waren.

## Klima
Das Klima der zu Inneranatolien gehörigen Isaurisch-Pisidischen Seenplatte ist durch warme, trockene Sommer und kalte, relativ feuchte Winter gekennzeichnet, was die Verbreitung von Steppenvegetation über den gesamten Raum zur Folge hat. Das Klima des westtaurischen Seengebietes als Teil des Inneren Westtaurus ist dagegen mediterran geprägt, erhält jedoch eine kontinentale Komponente, weil sich bereits inneranatolische Einflüsse bemerkbar machen. Außerdem haben dort aus dem Norden einfallende Poyraz-Winde eine gewisse Bedeutung. Durch die Binnenlage des Raumes sind die Niederschlagssummen nicht mehr so hoch wie z. B. im Küstengebirge um den Golf von Antalya, und die starke Kammerung der Gebirgslandschaft bringt erhebliche mesoklimatische Differenzierungen mit sich.